# 林泰輔
林 泰輔（はやし たいすけ、1854年11月16日（嘉永7年9月26日） - 1922年（大正11年）4月7日）は、日本の漢学者。下総の人。号は進斎、字は浩卿、名は直巻。

## 経歴

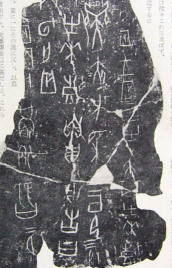
亀甲獣骨文字（甲骨文字）の拓本。内容は征伐に関する卜辞。

儒学者・島田篁村の影響を受け経学を修める。はじめ朝鮮史の研究に従事し、明治時代の朝鮮史研究の開拓者となった。その後、中国の古代史の研究に転じ、1903年（明治36年）、中国で甲骨文字の拓本である『鉄雲蔵亀』が刊行されると（背景は中国の書道史#甲骨文を参照）、林はその古代文字を一見して非常な興味を覚え、『鉄雲蔵亀』をもとに未知の文字の解読を開始した。東京高等師範学校教授を務め、著書『周公と其時代』で学士院恩賜賞を受賞、『亀甲獣骨文字』の刊行で日本の甲骨学の先駆者となる。その甲骨文の研究は羅振玉にも影響を与え、甲骨学の大成に貢献した。墓所は染井霊園。

### 論文「清国河南省湯陰県発見の亀甲獣骨について」
林が東京高等師範学校の教授となった翌年の1909年（明治42年）、甲骨の実物がはじめて日本へ伝来した。東京の文求堂書店が甲骨100余片を入手し、林や内藤湖南などの学者に分売したのである。待望の資料を手にした林は、「余はその実物を一見して、決してその偽物にあらざることを信ぜり。」 との感想を述べ、同年、確信をもって、「清国河南省湯陰県発見の亀甲獣骨について」と題する論文を発表した。この論文は史学雑誌第20巻8・9・10号に掲載されたもので、日本における最初の甲骨文字研究であった。林はこの中で、「亀甲獣骨は殷代王室に属せりし卜人の掌りし遺物なるべし。」 と論証している。甲骨文字が殷王室関係のもので民衆には無縁のものであることはその後の研究によって確かめられたことであり、当時の劉鶚（『鉄雲蔵亀』の編者）や孫詒譲でさえもまだはっきりした見解をもっておらず、優れた論文であったといえる。

### 林と羅振玉

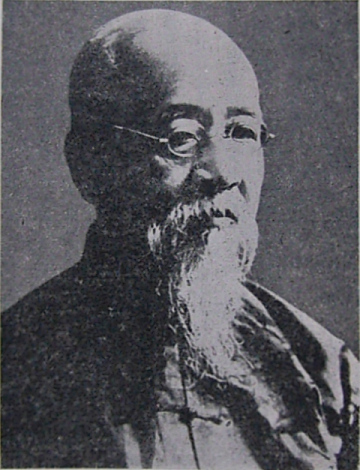
羅振玉

1910年（明治43年）初頭、林は甲骨に関する論文を北京の羅振玉に郵送して教えを求めた。当時、京師大学堂農科大学の監督の職にあった羅振玉は金文や碑文の研究家として有名であり、『鉄雲蔵亀』にも序文を書いている。林の論文を読んだ羅振玉はその該博な論証に驚嘆した。当時の羅振玉の甲骨文字に対する見解は、「夏代か殷代のものであって、周代のものではいことは確かだ。」 という曖昧なものであり、林の論文によって自身の研究を補正する必要性を感じ、それと同時に林の論文にも未解決の問題がたくさんあることを知った。そして羅振玉は自身が所蔵している甲骨文字を改めて検討し、甲骨文中に殷帝王の名10余を発見するとともに甲骨の出土地が殷墟であることをつきとめ、1910年（明治43年）、『殷商貞卜文字考』1巻を出版した。
『殷商貞卜文字考』を書いて甲骨への興味も一段と高まった羅振玉は、1911年（明治44年）、弟の振常らを安陽に派遣して出土地を確かめるとともに、さらに多くの甲骨を入手し、1914年（大正3年）に『殷商貞卜文字考』を増補して『殷虚書契考釈』を刊行した。このようにして羅振玉は甲骨文解読の基礎資料の集成に成功し、以後の甲骨学者の研究はすべてこの『殷虚書契考釈』を出発点として始めるようになったのである。『殷商貞卜文字考』の冒頭に羅振玉は、「およそ林君の未だ達せざるところ、ここに至りて、すなわち一々分析明白となりぬ。すなわち、すみやかに写して林君に寄せ、かつはもって当世考古の士におくる。」 と述べているように、これらの書物の刊行に一つの示唆を与えた林の功績は大きい。

### 『亀甲獣骨文字』の刊行
その後、甲骨は次第に日本へ伝来し、林をはじめ三井家・河井荃廬・中村不折などの諸家が所蔵するようになった。1917年（大正6年）、林はこれら諸家所蔵の甲骨のうちから1023片 を選択して拓本を作り、巻末に抄釈を付して『亀甲獣骨文字』2巻を河井荃廬とともに刊行した。拓本は村田蔚堂、釈文の筆は蠣崎大華で、ともに河井門下の協力によった。この『亀甲獣骨文字』は日本における甲骨学創始期の著名な一書で、林は日本の甲骨学の先駆者となったのである。

### 殷墟の実地調査とその後の研究
1918年（大正7年）、林は安陽県小屯の殷墟遺跡を実地調査し、帰国後、「殷墟の遺物研究について」と「亀甲獣骨文に見えたる地名」という論文を発表した。後者の論文は、甲骨文にでてくる地名から中国古代の歴史地理を研究するという優れた着想のものであった。また、甲骨文字を説文解字と比較して解読し、「亀甲獣骨文字表」の稿本を作った。これは日本はもちろん中国においても最初の甲骨文字の字書であったが、印刷の不便と費用の不足から未刊に終っている。そして、1922年（大正11年）に没したが、林の甲骨に関する論文は、1927年（昭和2年）に『支那上代の研究』という論文集として出版された。

## 甲骨の出土地
甲骨の出土地は河南省安陽県であるが、林が1909年（明治42年）の論文に「湯陰県発見」としたのはその当時の所伝によるもので、『鉄雲蔵亀』（1903年）の劉鶚の序文にも、「亀版は己亥の歳（1899年）、河南湯陰県に属する古牖里（ゆうり）城において出土せり。」 とある。また同序文に、「甲骨片は范という姓の人から王懿栄が買い取った。（趣意）」 と記されているが、この范とは骨董商の范維卿（はんいけい）のことで、この人物が甲骨片を独占するためにその出土地を湯陰県と偽っていたのである。

### 小屯
羅振玉の『殷商貞卜文字考』（1910年）に、「甲骨の出土地は従来誤り伝えられた湯陰県ではなく、同じ河南省の北部でもそれよりさらに北の安陽県城の西五里の小屯（しょうとん）という村である。」 とあり、はじめて真の出土地が学界に紹介された。さらに同書で羅振玉は、この小屯は洹水 という川が南に曲がっているあたりに位置し、この地は『史記』の項羽本紀に、「西楚の覇王・項羽が秦の将軍・章邯と洹水の南の殷墟のほとりで会見した。」 と記している殷墟（殷の都跡）に符合すると述べている。

## 林泰輔と朝鮮史研究
池明観は、林の朝鮮史研究を植民史観と批判している。それによると、「朝鮮ハ国ヲ建ルコト尤尚シ。然レドモ其疆域支那ニ接近スルニ由テ常ニ其牽制ヲ受ケ支那人或ハ来リテ王ト為リ或ハ其地ヲ以テ郡県トナシ又本国人ノ王タル者モ大抵支那ニ於テ封爵ヲ受ケ朝貢ヲ勤メ事大ノ礼ヲ修メザル者其鮮シ。是ヲ以テ之ヲ観レバ朝鮮ハ殆ド支那ノ属国タルモノ、如シ。」と記述しており、箕子朝鮮は「昔殷ノ亡ブルニ当リテ箕子避テ朝鮮ニ王トナリ…千有余年間ハ皆支那人ノ制スル所ト為ル」「箕子中国ノ五千人ヲ率ヰテ地ヲ朝鮮ニ避ケ平壌ニ都ス。其民ヲ導クニ徳化ヲ以テシ礼譲ノ風漸ク行ハレ朝鮮是ニ於テ始テ興ル」と記しており、元代は「其制圧ヲ受ルコト」甚だしく、明代は「国王ノ代立ニハ必ズ其冊命」を受け、清代は「歴世臣事怠ルコト」がなく、李氏朝鮮は「然レドモ王ト称シテ帝ト称セズ薨ト称シテ崩ト称セズ臣下ノ其君ニ於ル殿下ト称シテ陛下ト称セズ。蓋支那ニ対シテ一等ヲ降シテ王国ノ礼ヲ用ヒシナリ。年号ノ如キモ歴朝大抵支那ノ制ニ従フ。而シテ現今支那帝ノ朝鮮王ヲ遇スルノ礼ハ兵部尚書ノ位階ニ準ズト云フ。其交際ノ関係ニ於ル此ノ如シ。豈真ノ独立国ト為スニ足ンヤ。」と描いている。

## 著書
- 『朝鮮史』（1892年）[3]
- 『朝鮮近世史』（1901年）[3]
- 『朝鮮通史』（1912年）[3]
- 『周公と其時代』（1916年、第6回恩賜賞）[3]
- 『亀甲獣骨文字』（1917年）[5]
- 『支那上代の研究』（1927年、甲骨に関する論文集）[7]、など。